# Раумланд
Раумланд (нем. Raumland) — поселение сельского типа в составе города Бад-Берлебург в районе Зиген-Виттгенштайн (земля Северный Рейн-Вестфалия, Германия). Населённый пункт был включён в состав Бад-Берлебурга после реформы местного самоуправления 1 января 1975 года.

## Положение
Поселение расположено примерно в 2 км к югу от Бад-Берлебурга, на южном склоне горной системы Ротхаргебирге, напротив слияния рек Одеборн и Эдер. Эта территория входит в обширный природный парк Зауэрланд-Ротхаргебирге.

## История
Около 800 года Раумланд впервые упоминается как Румилинген (in rumilingene marca) в дарственной грамоте графов Регингхарта и Мегинхарта монастырю Фульда. Одно из первых документальных упоминаний можно найти в Кодексе Эберхарди XII века. Церковь Раумланд была первоначальным приходом верхнего Эдерталя, принадлежавшего графству Виттгенштайн. Покровительство святого Мартина указывает на то, что оно было основано франками. Однако многочисленные находки в этом регионе поселений неолита на открытых пространствах, удобно расположенных вдоль Эдера от Мекхаузена до Бергхаузена, документируют начало заселения Раумланда ранее VIII века до нашей эры.
Есть свидетельства существования местного рыцарского рода в XIII веке (Людвиг фон Раумланд, Герман фон Раумланд).
В 1624 г. в Раумланде насчитывалось 10 домов, в 1819 г. — 25 домов.
1 января 1975 года Раумланд был включен в состав Бад-Берлебурга на основании Закона о Зауэрланде/Падерборне.

## Динамика численности населения
| Год  | Количество жителей |
| ---- | ------------------ |
| 1819 | 183                |
| 1900 | 287                |
| 1961 | 764                |
| 1970 | 986                |
| 1974 | 1069               |
| 2011 | 1460               |
| 2017 | 1316               |
| 2021 | 1369               |

- Источники 2017 и 2021 года — из архива современной статистики населения Бад-Берлебурга.

## Достопримечательности
- Сланцевый карьер: Сланец добывался на карьере «Делле» с 1860 по 1923 год. В 1890 году транспорт стал проще и дешевле благодаря железнодорожному сообщению в Раумланде. За пределами карьера стояло здание расколочного цеха[нем.], в котором сланцевые блоки раскалывались на плиты и обрабатывались. Теперь расколоточный цех находится внутри карьера. Для подготовки сланцевых блоков к взрыву использовалась ручная дрель, а позже и пневматическая дрель. Блок взрывался при помощи чёрного пороха. Единственным источником света у шахтёров в тёмное время были керосиновые лампы. Сегодня это последний сланцевый карьер, оставшаяся в этом регионе. Сланец Раумланда славился своим качеством и доставлялся даже в Лондон.
- Позднероманская протестантская церковь Раумланда[нем.] с тремя нефами, сооружённая около 1240 года и, вероятно, представляющая собой самый ранний тип южно-вестфальской зальной церкви. В современной башне на крыше находится самый старый полный набор церковный колоколов в Вестфалии. Эти три колокола отлиты около 1350 года. Настенные росписи относятся к XV веку. Сохранился стол для причастия XVIII века.

## Галерея

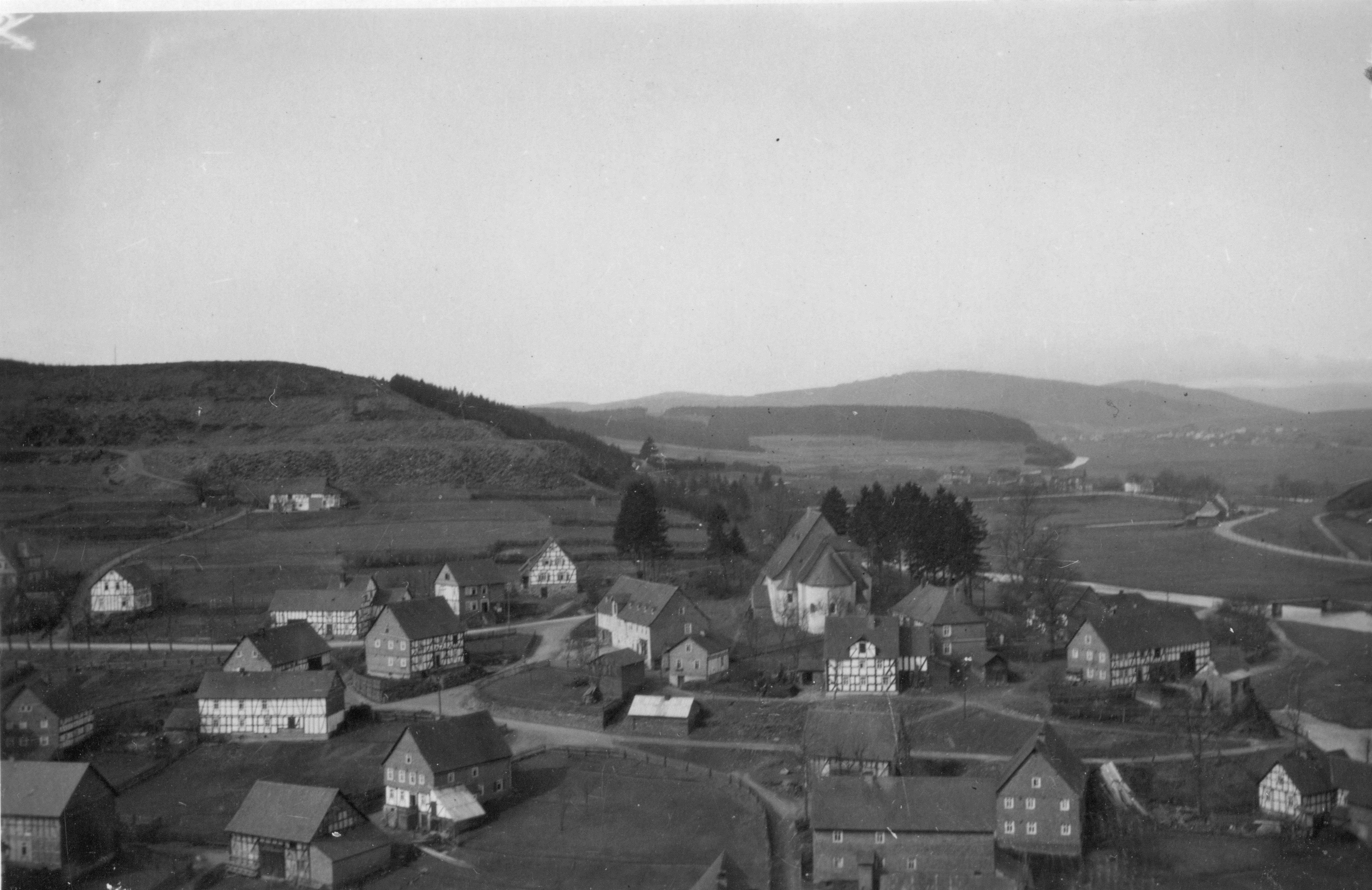
Раумланд в 1930-е годы
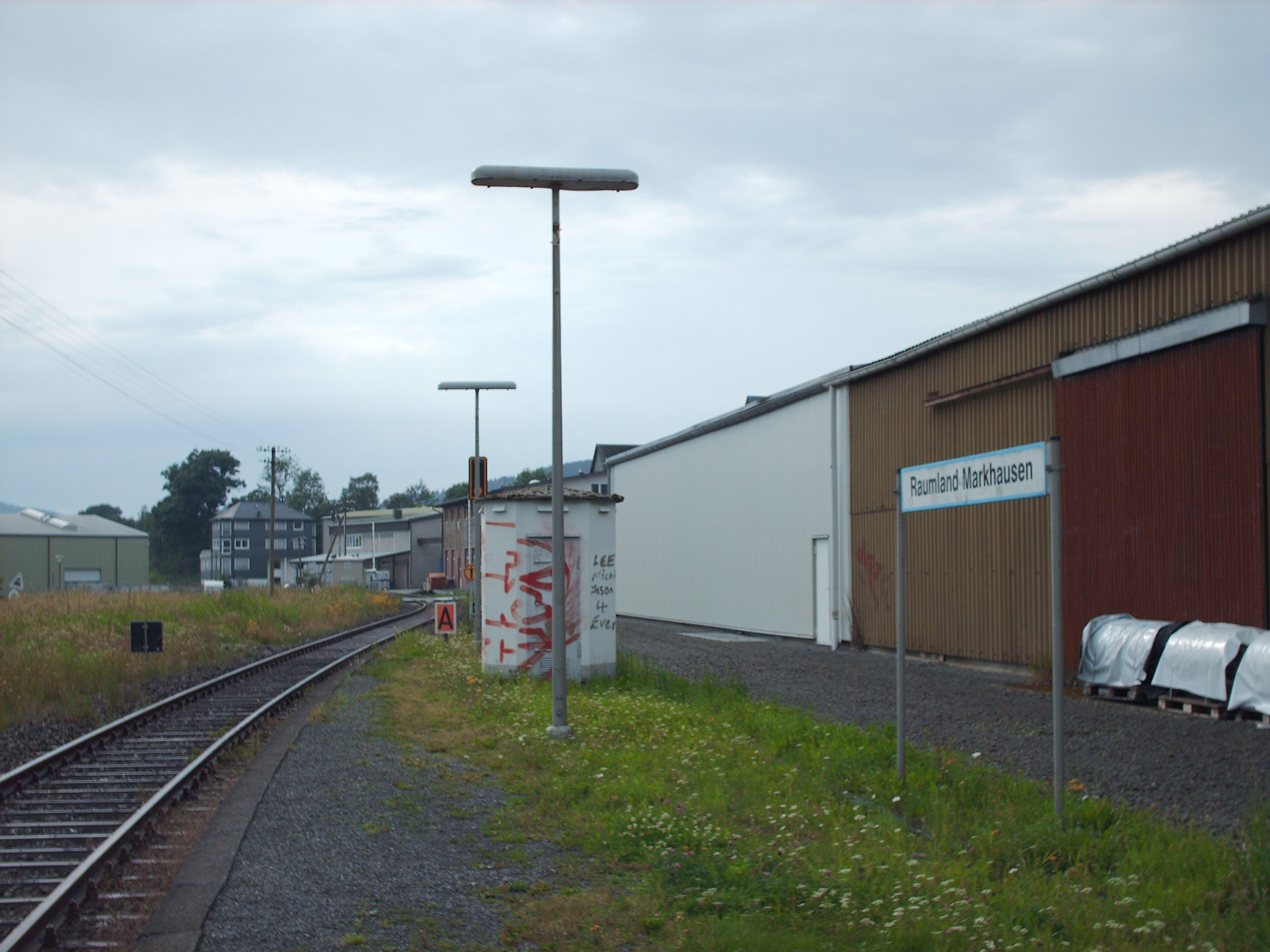
2007 год. Остановочная платформа в Раумланде
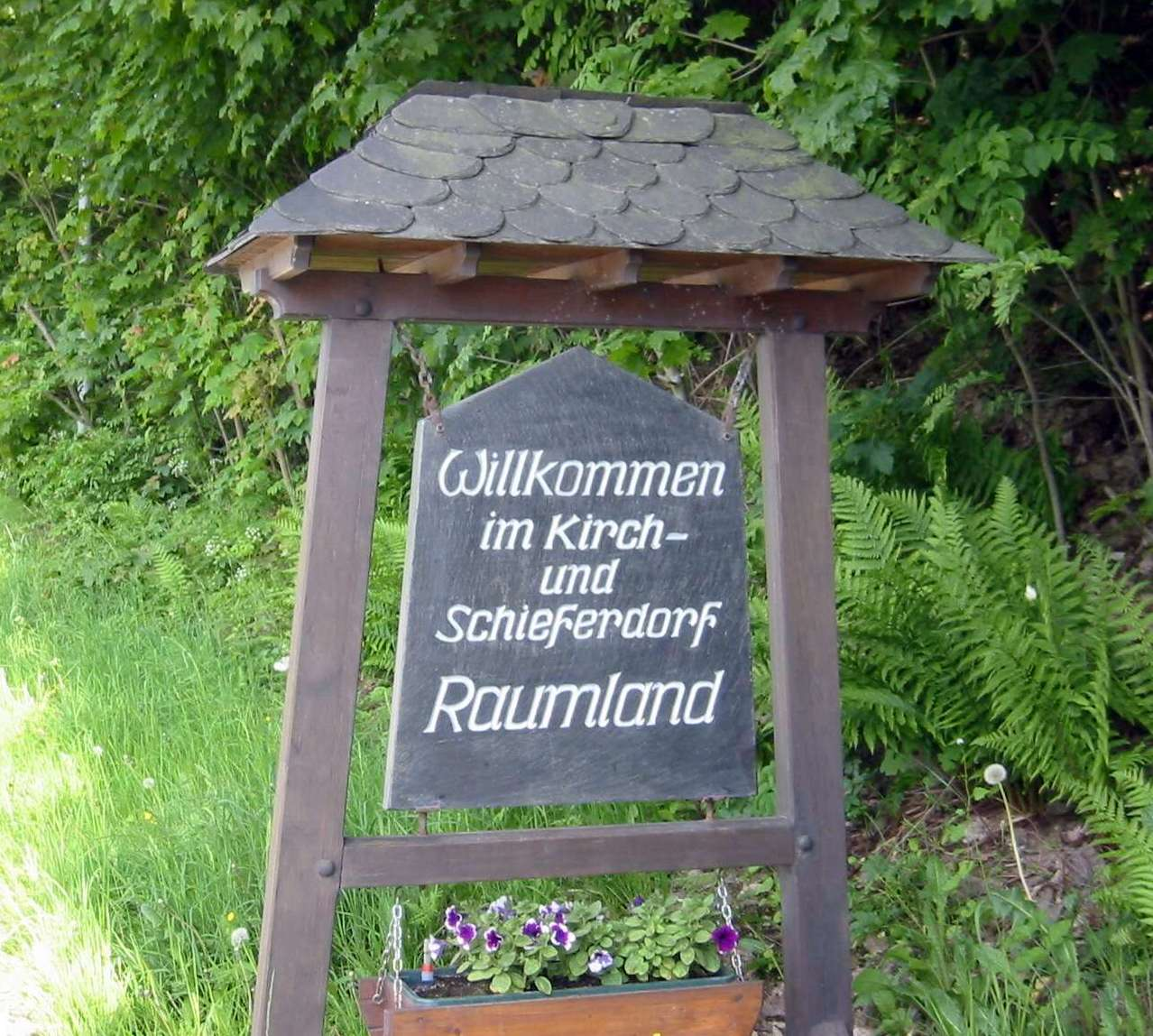
Приветствие въезжающим в Раумланд — деревню церкви и сланца
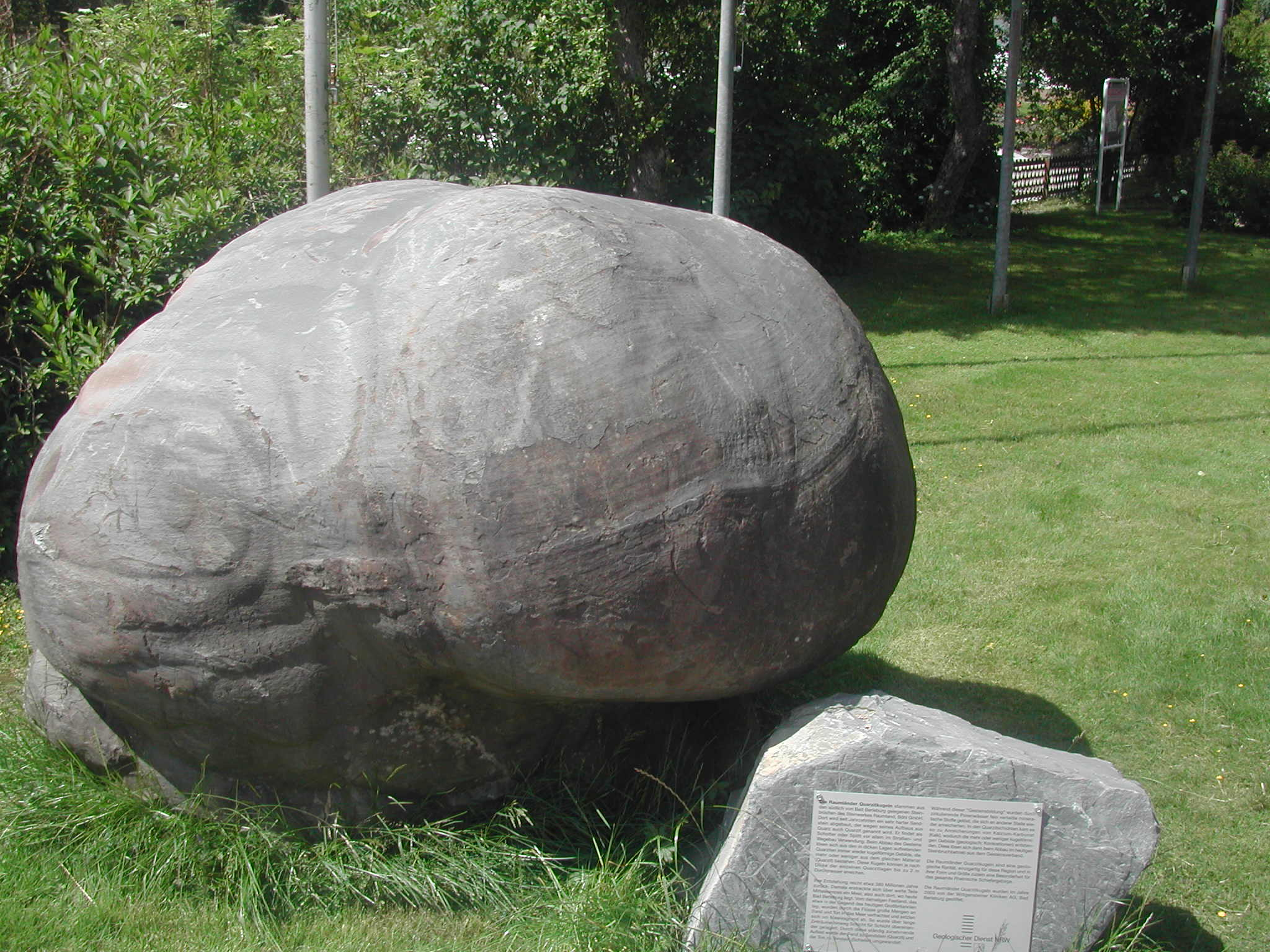
Кварцевая конкреция из карьера Раумлланда у мэрии Бад-Берлебурга